# Roy Atwell
Pour les articles homonymes, voir Atwell.
Roy Atwell (né John Leroy Atwell) est un acteur et scénariste américain né le 2 mai 1878 à Syracuse, État de New York (États-Unis), mort le 6 février 1962 à New York (États-Unis).

## Biographie
Le 25 juillet 1919, Roy Atwell se marie, en troisième noce, avec l'organiste Ethel Smith, alors âgée de 16 ans. De cette union est née leur fille June Carol Atwell, le 22 décembre 1920. 
Leur mariage a pris fin par un divorce en 1936[réf. souhaitée].

## Filmographie
- 1914 : A Golf Insect de Craig Hutchinson
- 1922 : Don't Get Personal de Clarence G. Badger : Horace Kane
- 1922 : Red Hot Romance de Victor Fleming : Jim Conwell
- 1922 : Grand Larceny de Wallace Worsley : Harkness Boyd
- 1922 : A Panicky Pullman de Craig Hutchinson
- 1922 : A Movie Mixup de Craig Hutchinson
- 1922 : The Minute Man (it) de Craig Hutchinson
- 1922 : The Heart Specialist (en) de Frank Urson : Winston Gates
- 1922 : A Golf Insect de Craig Hutchinson
- 1922 : Loose Nuts de Craig Hutchinson
- 1922 : The Gay Deceiver d'Allen Curtis
- 1922 : His Prehistoric Blunder de Craig Hutchinson
- 1922 : A Powder Romance d'Allen Curtis
- 1922 : Cured by Radio
- 1922 : All Balled Up
- 1922 : South of Suva : Marmaduke Grubb
- 1922 : A Spirited Affair
- 1922 : Caesar's Ghost
- 1922 : The Wall Nut
- 1922 : Young Ideas
- 1923 : Âmes à vendre (Souls for Sale) de Rupert Hughes : Arthur Tirrey
- 1924 : Alone at Last : le chanteur
- 1926 : Le Prince Gipsy (The Outsider), de Rowland V. Lee : Jerry Sidon
- 1933 : Crashing the Gate
- 1936 : The Harvester : Jake Eben
- 1937 : La Revue du collège (Varsity Show) de William Keighley : Professseur Washburn
- 1937 : Behind the Mike de Sidney Salkow : Vale
- 1937 : Blanche-Neige et les Sept Nains (Snow White and the Seven Dwarfs) : Doc (voix)
- 1939 : Honolulu : Bearded Man on Ship
- 1939 : Bridal Suite : Prof. Kockerthaler
- 1939 : Blamed for a Blonde
- 1942 : The Fleet's In : Arthur Sidney
- 1946 : People Are Funny : Mr Pippensigal
- 1946 : Gentleman Joe Palooka : Sen. Smiley
- 1946 : Abie's Irish Rose d'A. Edward Sutherland : Dick Saunders
- 1947 : Where There's Life : le vendeur